# I Wanna Be Your Boyfriend
«I Wanna Be Your Boyfriend» es una canción de la banda norteamericana de punk rock, The Ramones, fue escrita por el baterista de la banda, Tommy Ramone. Esta fue lanzada en los Estados Unidos en 1976. La canción es el cuarto track del álbum debut de la banda, Ramones.
La canción fue grabada por Per Gessle para su álbum tributo a Joey Ramone The Song Ramones the Same de 2001, esta canción también fue registrada en varios álbumes tributo de los ramones, los Screeching Weasel en "Ramones (álbum de Screeching Wease)" y Pete Yorn en We're a Happy Family: A Tribute to the Ramones.

## Lista de canciones
1. «I Wanna Be Your Boyfriend» (2:23)
2. «California Sun / I Dont Wanna Walk Around With You» (3:55)